# Port wojenny Świnoujście
Port Wojenny Świnoujście – polski port wojenny nad Morzem Bałtyckim, na wyspie Uznam, nad cieśniną Świną, położony w woj. zachodniopomorskim, w Świnoujściu. Port stanowi bazę logistyczną Marynarki Wojennej, którą zarządza oddział logistyczny Komenda Portu Wojennego w Świnoujściu zabezpieczający 8 Flotyllę Obrony Wybrzeża.

## Położenie
Port wojenny jest położony na wschodnim brzegu wyspy Uznam, nad cieśniną Świną. Obejmuje półwysep Zieliny i półwysep Kosa, które tworzą baseny portowe: Basen Węglowy, Basen Zimowy i Basen Południowy.
Port wojenny znajduje się w centralnej części portu morskiego Świnoujście. Port wojenny jest wyłączony administracyjnie z granic cywilnego portu morskiego Świnoujście.

## Historia po 1945 roku
Pierwszy raz Okręty Rzeczypospolitej Polskiej wpłynęły do portu w Świnoujściu 3 kwietnia 1946 roku. Były to 4 trałowce: ORP „Czajka”, ORP „Mewa”, ORP „Rybitwa” i ORP „Żuraw” rewindykowane z pokonanych Niemiec w styczniu 1946 roku. Następnie tutaj stacjonował 1 Dywizjon Flotylli Trałowców.

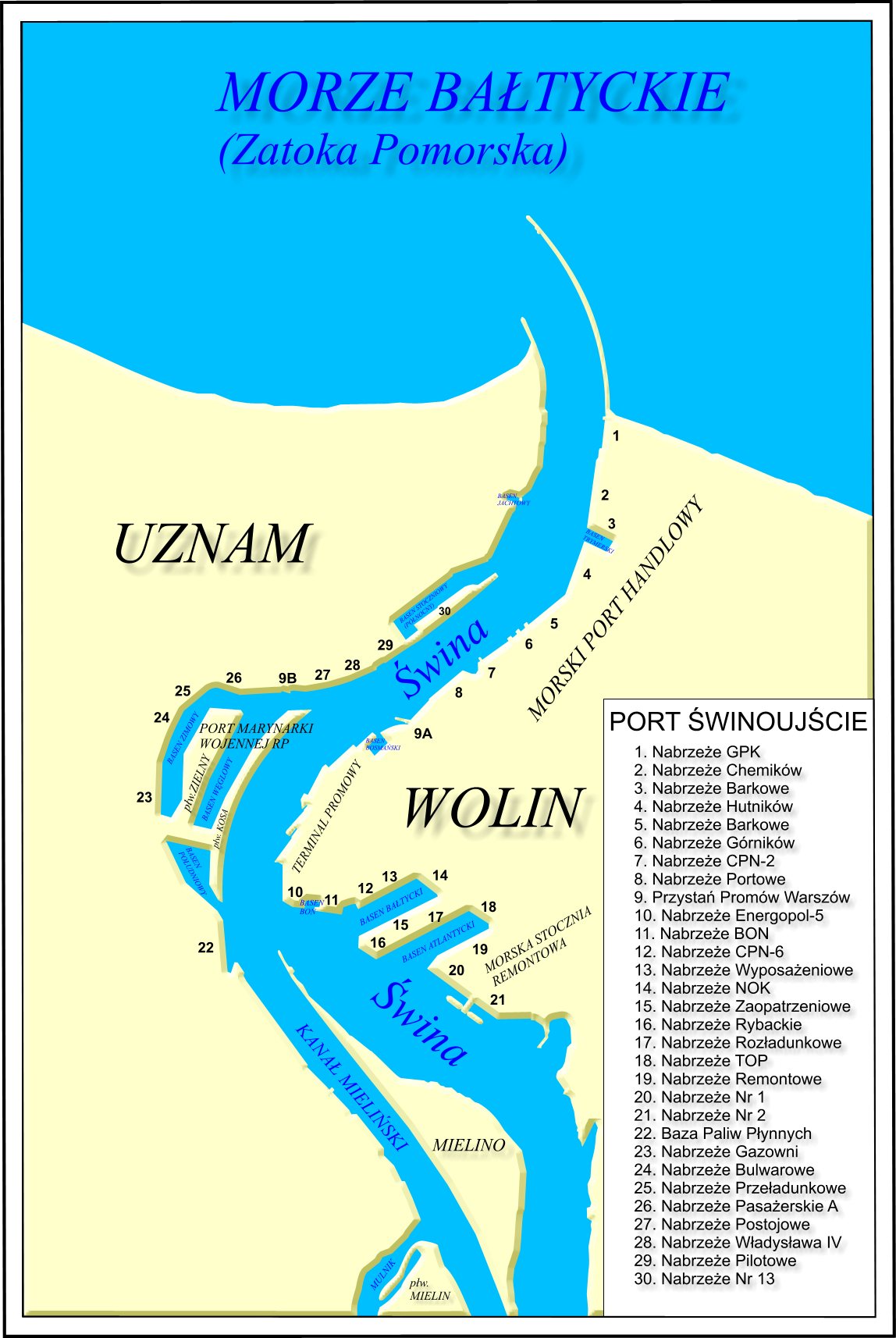
Plan portu morskiego w Świnoujściu wraz z Portem Wojennym Świnoujście

W 1965 roku została odtworzona Komenda Portu Wojennego Świnoujście. W tym samym roku utworzono 2 Brygadę Okrętów Desantowych w której do 1990 roku służyły okręty projektu 770, 771 i 776. W Porcie Wojennym w Świnoujściu stacjonują okręty 2 Dywizjonu Okrętów Transportowo-Minowych i 12 Dywizjonu Trałowców.  